# Филозофија логике
Филозофија логике је област филозофије која проучава обим и природу логике. Она истражује филозофске проблеме које поставља логика, као што су претпоставке које су често имплицитно присутне у теоријама логике и њиховој примени. Ово укључује питања о томе како се логика дефинише и како су различити логички системи међусобно повезани. Обухвата проучавање природе основних појмова које користи логика и однос логике према другим дисциплинама. Према уобичајеној карактеризацији, филозофска логика је део филозофије логике који проучава примену логичких метода на филозофске проблеме, често у облику проширених логичких система као што је модална логика. Међутим, други теоретичари праве разлику између филозофије логике и филозофске логике на другачији начин или је уопште не праве. Металогика је блиско повезана са филозофијом логике као дисциплина која истражује својства формалних логичких система, као што су конзистентност и потпуност.
У академској литератури се налазе различите карактеризације природе логике. Логика се често посматра као проучавање закона мишљења, исправног расуђивања, валидног закључивања или логичке истине. То је формална наука која истражује како закључци произилазе из премиса на начин који је неутралан у односу на тему, тј. независно од конкретног предмета о коме се расправља. Један облик истраживања природе логике фокусира се на заједничке карактеристике различитих логичких формалних система и на то како се они разликују од не-логичких формалних система. Важна разматрања у том погледу су да ли је дати формални систем компатибилан са основним логичким интуицијама и да ли је потпун. Различите концепције логике могу се разликовати према томе да ли дефинишу логику као проучавање валидног закључивања или логичке истине. Даља разлика међу концепцијама логике заснива се на томе да ли су критеријуми валидног закључивања и логичке истине специфицирани у терминима синтаксе или семантике.
Често се разликују различите врсте логика. Логика се обично схвата као формална логика и као таква се третира у већем делу овог чланка. Формална логика се интересује само за форму аргумената, изражену у формалном језику, и фокусира се на дедуктивна закључивања. Неформална логика, с друге стране, бави се много ширим спектром аргумената који се налазе и у природном језику, а који укључују и недедуктивне аргументе. Исправност аргумената може зависити и од других фактора осим њихове форме, као што су њихов садржај или контекст. У 20. веку су развијени различити логички формални системи или логике, а задатак филозофије логике је да их класификује, да покаже како су међусобно повезани и да се позабави проблемом како може постојати мноштво логика насупрот једној универзално истинитој логици. Ове логике се могу поделити на класичну логику, обично поистовећену са логиком првог реда, проширене логике и девијантне логике. Проширене логике прихватају основни формализам и аксиоме класичне логике, али их проширују новим логичким речником. Девијантне логике, с друге стране, одбацују одређене основне претпоставке класичне логике и стога су неспојиве с њом.
Филозофија логике такође истражује природу и филозофске импликације основних појмова логике. Ово укључује проблем истине, посебно логичке истине, која се може дефинисати као истина која зависи само од значења употребљених логичких термина. Друго питање тиче се природе премиса и закључака, тј. да ли их треба схватити као мисли, пропозиције или реченице, и како су састављени од једноставнијих конституената. Заједно, премисе и закључак чине закључивање, које може бити дедуктивно или амплијативно у зависности од тога да ли нужно чува истину или уводи нове и могуће нетачне информације. Централна брига у логици је да ли је дедуктивно закључивање валидно или не. Валидност се често дефинише у терминима нужности, тј. закључивање је валидно ако и само ако је немогуће да премисе буду истините, а закључак неистинит. Неисправна закључивања и аргументи, с друге стране, не успевају да подрже свој закључак. Они се могу категорисати као формалне или неформалне заблуде у зависности од тога да ли припадају формалној или неформалној логици. Логика се углавном бавила дефиниторним правилима, тј. питањем која правила закључивања одређују да ли је аргумент валидан или не. Посебна тема истраживања тиче се стратешких правила логике: правила која одређују како доћи до жељеног закључка на основу датог скупа премиса, тј. које закључке треба извести да би се тамо стигло.
Метафизика логике се бави метафизичким статусом закона и објеката логике. Важан спор у овој области је између реалиста, који сматрају да је логика заснована на чињеницама које имају постојање независно од ума, и анти-реалиста попут конвенционалиста, који сматрају да су закони логике засновани на конвенцијама које управљају употребом језика. Логика је блиско повезана са различитим дисциплинама. Централно питање у вези са онтологијом тиче се онтолошких обавеза повезаних са употребом логике, на пример, са јединственим терминима и егзистенцијалним квантификаторима. Важно питање у математици је да ли се све математичке истине могу утемељити на аксиомима логике заједно са теоријом скупова. Друге сродне области укључују рачунарство и психологију.

## Дефиниција и сродне дисциплине
Филозофија логике је област филозофије која проучава природу логике. Као и многе друге дисциплине, логика укључује различите филозофске претпоставке којима се бави филозофија логике. Филозофија логике се може разумети по аналогији са другим гранама филозофије специфичним за одређене дисциплине: као што филозофија науке истражује филозофске проблеме које поставља наука, тако филозофија логике истражује филозофске проблеме које поставља логика.
Важно питање које проучава филозофија логике јесте како дефинисати логику, на пример, у смислу валидног закључивања или логичке истине. Ово укључује питање како разликовати логичке од нелогичких формалних система. То је посебно релевантно за разјашњавање односа између различитих предложених логичких система, како класичних тако и некласичних, и за процену да ли се сви ови системи заиста могу квалификовати као логички системи. Филозофија логике такође истражује како разумети најосновније појмове логике, као што су истина, премисе, закључци, закључивање, аргумент и валидност. Она покушава да разјасни однос између логике и других области, као што су онтологија, математика и психологија.
Филозофија логике је блиско повезана са филозофском логиком, али не постоји општа сагласност о томе како се ове две дисциплине односе једна према другој. Неки теоретичари користе ова два термина за исту дисциплину, док их други виде као различите дисциплине. Према овом другом гледишту, филозофска логика се разликује од филозофије логике по томе што се обично посматра као примена логичких метода на филозофске проблеме, често кроз развој девијантних или проширених логика. У том смислу, филозофска логика је једна област истраживања унутар филозофије логике, тј. део општег проучавања филозофских проблема које поставља логика. Али овај облик разликовања није универзално прихваћен, и неки аутори су предложили другачије карактеризације. Блиска веза између логике и филозофије такође се огледа у чињеници да су многи познати логичари били и филозофи. Филозофија логике је блиско повезана са металогиком, али није идентична с њом. Металогика истражује својства формалних логичких система, као што је да ли је дати логички систем конзистентан или потпун. Она обично укључује проучавање семантике и синтаксе формалних језика и формалних система.

## Природа логике
Термин "логика" потиче од грчке речи "logos", која се повезује са различитим значењима, као што су разум, говор или језик. Постоје многа неслагања о томе шта је логика и како би требало да буде дефинисана. Логици се генерално приписују различите карактеристике, као што су да проучава однос између премиса и закључака и да то чини на начин који је неутралан у односу на тему. Важан задатак филозофије логике је да истражи критеријуме према којима би формални систем требало да се сматра логиком. Различите концепције логике је разумеју као засновану на валидном закључивању или на логичкој истини. Критеријуми валидног закључивања и логичке истине могу се и сами специфицирати на различите начине: на основу синтаксичких или семантичких разматрања.

### Опште карактеристике
Традиционално, логика се често схвата као дисциплина која истражује законе мишљења. Један проблем са овом карактеризацијом је што логика није емпиријска дисциплина која проучава правилности које се налазе у стварном људском размишљању: овај предмет припада психологији. Ово је боље обухваћено другом карактеризацијом која се понекад налази у литератури: да се логика бави законима исправног мишљења или, конкретније, исправног расуђивања. Ово одражава практични значај логике као алата за побољшање сопственог расуђивања извођењем добрих закључака и постајањем свесним могућих грешака. Логика је такође дефинисана као наука о валидној аргументацији. Ово одражава дефиницију у смислу расуђивања, пошто се аргументација може схватити као спољашњи израз унутрашњег расуђивања.
Логика се често посматра као формална основа свег знања. Као формална наука, она стоји у супротности са материјалним или емпиријским наукама, попут физике или биологије, јер се углавном бави односима повлачења између пропозиција, али не и тиме да ли су те пропозиције заиста истините. На пример, извођење закључка из пропозиције "сви месеци су направљени од сира" да је "Земљин месец направљен од сира" је валидно закључивање. Грешка у овом примеру потиче од лажне премисе која припада емпиријској астрономији.
Централна карактеристика логике је да је она неутрална у односу на тему. То значи да се бави валидношћу аргумената независно од предмета тих аргумената. У том смислу, редовне науке се баве исправним расуђивањем у оквиру одређене области истраживања, на пример, у вези са материјалним телима за класичну механику или живим бићима за биологију, док се логика бави исправним расуђивањем уопште, применљивим на све ове дисциплине. Један проблем са овом карактеризацијом је што није увек јасно како треба разумети термине "неутралан у односу на тему" и "предмет" у овом контексту. На пример, могло би се тврдити да логика првог реда има индивидуе као свој предмет, због употребе јединствених термина и квантификатора, и да стога није потпуно неутрална у односу на тему. Блиско повезана карактеризација сматра да се логика бави формом аргумената, а не њиховим садржајем. Према овом гледишту, редовне науке би се могле посматрати као трагање за истинитим премисама, док логика проучава како извести закључке из ових или било којих премиса. Али и ова карактеризација има своје проблеме због потешкоћа у разликовању форме и садржаја. На пример, пошто темпорална логика говори о времену, то би довело до неуверљивог закључка да време припада форми, а не садржају аргумената. Ове потешкоће су навеле неке теоретичаре да сумњају да логика има јасно одредив обим или суштински карактер.
Постоји широка сагласност да је логика нормативна дисциплина. То значи да закони које она истражује одређују како би људи требало да мисле и да је кршење ових закона ирационално. Али било је и појединачних изазова овој идеји. На пример, Гилберт Харман тврди да дедуктивна логика истражује односе између пропозиција, а не исправно расуђивање. Он тврди да ови односи не одређују директно како би људи требало да мењају своја уверења.

### Логички и нелогички формални системи
Један приступ одређивању природе логике је проучавање различитих формалних система, који се називају "логике", како би се утврдило шта је суштинско за све њих, тј. шта их чини логикама. Формални системи логике су систематизације логичких истина засноване на одређеним принципима који се називају аксиоми. Што се тиче формалне логике, централно питање у филозофији логике је шта чини формални систем системом логике, а не само скупом знакова заједно са правилима за њихово манипулисање. Тврдило се да је један централни захтев да се знакови и начин на који се њима манипулише могу интерпретирати тако да одражавају основне интуиције о валидним аргументима. То би значило, на пример, да постоје истинитосне вредности и да понашање неких знакова одговара понашању логичких оператора као што су негација или конјункција. На основу ове карактеризације, неки теоретичари сматрају да одређени формални системи, као што су трозначна логика или фази логика, превише одступају од уобичајеног концепта логике да би се сматрали логичким системима. Такав став се може бранити на основу идеје да одбацивањем неких основних логичких претпоставки, они укључују сувише радикално одступање од основних логичких интуиција да би се сматрали логикама. Сугерисано је да одбацивање принципа бивалентности истине, тј. да су пропозиције или истините или неистините, представља такав случај.
Металогичари понекад сматрају да је логичка потпуност неопходан услов за логичке системе. Формални систем је потпун ако је могуће извести из његових аксиома сваку теорему која му припада. То би значило да би само формални системи који су потпуни требало да се схвате као логички системи. Један контроверзан аргумент за овај приступ је да се непотпуне теорије не могу у потпуности формализовати, што је у супротности са формалним карактером логике. Према овом гледишту, логика првог реда представља логички систем. Али то би такође значило да "логике" вишег реда нису логике у строгом смислу, због своје непотпуности.

### Концепције засноване на валидном закључивању или логичкој истини
Логика се често дефинише као проучавање валидних или исправних закључивања. Према овој концепцији, задатак логике је да пружи општи приказ разлике између исправних и неисправних закључивања. Закључивање је скуп премиса заједно са закључком. Закључивање је валидно ако закључак следи из премиса, тј. ако истинитост премиса осигурава истинитост закључка. Други начин да се дефинише логика је као проучавање логичке истине. Логичка истина је посебан облик истине јер не зависи од тога какве су ствари, тј. од тога који је могући свет стваран. Уместо тога, логички истинита пропозиција је истинита у свим могућим световима. Њихова истинитост се заснива искључиво на значењима термина које садрже, независно од било каквих емпиријских чињеница. Постоји важна веза између ове две концепције: закључивање из премиса ка закључку је валидно ако је материјална импликација од премиса ка закључку логички истинита. На пример, закључивање из "руже су црвене и трава је зелена" у "руже су црвене" је валидно јер је материјална импликација "ако су руже црвене и трава зелена, онда су руже црвене" логички истинита.

### Концепције засноване на синтакси или семантици
Било да се логика дефинише као проучавање валидног закључивања или логичке истине, то оставља отвореним њихове тачне критеријуме. Постоје два важна начина спецификације ових критеријума: синтаксички и семантички приступ, који се понекад називају и дедуктивно-теоријски и модел-теоријски приступ. У том смислу, логика се може дефинисати као формални језик заједно са било дедуктивно-теоријским или модел-теоријским приказом логичке последице. Синтаксички приступ покушава да ухвати ове карактеристике на основу само синтаксичких или формалних карактеристика премиса и закључка. Ово се обично постиже њиховим изражавањем кроз формални симболизам како би ове карактеристике биле експлицитне и независне од двосмислености и неправилности природног језика. У овом формализму, валидност аргумената зависи само од структуре аргумента, конкретно од логичких константи које се користе у премисама и закључку. Према овом гледишту, пропозиција је логичка последица групе премиса ако и само ако се пропозиција може извести из ових премиса. Ова дедукција се дешава коришћењем правила закључивања. То значи да за валидан аргумент није могуће произвести истините премисе са неистинитим закључком заменом њихових конституената елементима који припадају сличним категоријама, док се логичке константе задржавају. У случају логичких истина, таква замена их не може учинити неистинитим. Различити скупови правила закључивања чине различите дедуктивне системе, на пример, оне повезане са класичном логиком или са интуиционистичком логиком. Дакле, да ли је пропозиција логичка последица зависи не само од премиса, већ и од коришћеног дедуктивног система.
Проблем са синтаксичким приступом је што је употреба формалног језика централна за њега. Али проблем логике, тј. валидног закључивања и логичке истине, не налази се само у формалним језицима, већ и у природним језицима. Међутим, чак и у оквиру формалних језика, проблем истине поставља разне проблеме, који често захтевају богатији мета-језик да би се правилно решили. Ово угрожава синтаксички приступ чак и када је ограничен на формалне језике. Другу потешкоћу представља чињеница да често није јасно како разликовати формалне од неформалних карактеристика, тј. логичке од нелогичких симбола. Ова разлика лежи у самом срцу синтаксичког приступа због њене улоге у дефиницији валидног закључивања или логичке истине.
Семантички приступ, с друге стране, фокусира се на однос између језика и стварности. У логици, проучавање овог односа се често назива теоријом модела. Из тог разлога, семантички приступ се назива и модел-теоријском концепцијом логике. Првобитно ју је осмислио Алфред Тарски и карактерише логичку истину не у односу на логичке константе које се користе у реченицама, већ на основу скуповних структура које се користе за интерпретацију ових реченица. Идеја иза овог приступа је да реченице нису истините или неистините саме по себи, већ само истините или неистините у односу на интерпретацију. Интерпретације се обично схватају у скуповним терминима као функције између симбола који се користе у реченици и домена објеката. Таква функција додељује индивидуалне константе појединачним елементима домена, а предикате n-торкама елемената домена. Интерпретација реченице (или теорије која обухвата различите реченице) назива се модел ове реченице ако је реченица истинита према овој интерпретацији. Реченица је логички истинита ако је истинита у свакој интерпретацији, тј. ако је свака интерпретација модел ове реченице. У овом случају, без обзира на то како су дефинисани функција интерпретације и домен објеката на које она указује, реченица је увек истинита. Ако се интерпретације схвате у смислу могућих светова, логички истините реченице се могу посматрати као реченице које су истините у сваком могућем свету. Изражено у смислу валидних аргумената: аргумент је валидан ако и само ако је његов закључак истинит у свим могућим световима у којима су његове премисе истините.
Ова концепција избегава проблеме синтаксичког приступа повезане са тешкоћом разликовања логичких и нелогичких симбола. Али суочава се са другим проблемима. С једне стране, дели проблем са синтаксичким приступом у томе што јој је потребан мета-језик за решавање проблема истине. Стога претпоставља формални језик који се може проучавати из перспективе изван њега самог. Ово ствара проблеме за генерализацију њених увида на логику језика уопште као свеобухватног медија. С друге стране, она игнорише однос између језика и света, јер дефинише истину на основу интерпретације која се одвија само између симбола и скуповних објеката.

## Врсте логика
Проблем избора између мноштва ривалских логичких система је релативно нов. Дуго времена у историји, аристотеловска силогистика је третирана као канон логике и било је врло мало суштинских побољшања у њој током више од две хиљаде година, све до радова Џорџа Була, Бернарда Болцана, Франца Брентана, Готлоба Фрегеа и других. Ови развоји су често били подстакнути потребом да се повећа изражајна флексибилност логике и да се она прилагоди специфичним областима употребе. Централни проблем у филозофији логике, који је покренула савремена пролиферација логичких система, јесте објаснити како су ови системи међусобно повезани. Ово са собом доноси питање зашто сви ови формални системи заслужују назив "логика". Друго питање је да ли је само један од ових система исправан или како је могуће постојање мноштва логичких система уместо само једне универзалне логике. Монизам је теза да је само једна логика исправна, док плурализам дозвољава да различити алтернативни логички системи буду исправни за различите области дискурса. Такође је сугерисано да можда постоји један универзални концепт логике који лежи у основи и уједињује све различите логичке системе.

### Формална и неформална
Логика и филозофија логике традиционално су се првенствено фокусирале на формалне аргументе, тј. аргументе изражене у формалном језику. Али оне такође укључују проучавање неформалних аргумената који се налазе у природном језику. Формална логика се обично посматра као парадигматски облик логике, али различити савремени развоји су нагласили значај неформалне логике за многе практичне сврхе где формална логика сама не може да реши сва питања. И формална и неформална логика имају за циљ процену исправности аргумената. Али формална логика се ограничава у погледу фактора који се користе како би се обезбедили прецизни критеријуми за ову процену. Неформална логика покушава да узме у обзир различите додатне факторе и стога је релевантна за многе аргументе изван домена формалне логике, али то чини по цену прецизности и општих правила. Аргументи који не прођу ову процену називају се заблуде. Формалне заблуде су заблуде у домену формалне логике, док неформалне заблуде припадају неформалној логици.
Формална логика се бави валидношћу закључивања или аргумената заснованих само на њиховој форми, тј. независно од њиховог специфичног садржаја и контекста у којем се користе. Ово се обично дешава кроз апстракцију посматрањем појединачних аргумената као инстанци одређеног облика аргумента. Облици аргумената дефинисани су начином на који су њихове логичке константе и варијабле међусобно повезане. На овај начин, различити аргументи са веома различитим садржајима могу имати исти логички облик. Да ли је аргумент валидан зависи само од његовог облика. Важна карактеристика формалне логике је да за валидан аргумент, истинитост његових премиса осигурава истинитост његовог закључка, тј. немогуће је да премисе буду истините, а закључак неистинит.
Озбиљан проблем повезан са употребом формалне логике за изражавање теорија из различитих области је тај што се те теорије морају превести у формални језик, обично језик логике првог реда. Ово је неопходно јер је формална логика дефинисана само за специфичан формални језик: стога није директно применљива на многе аргументе изражене на другачији начин. Такви преводи могу бити изазовни јер су формални језици често прилично рестриктивни. На пример, често им недостају многа неформална средства која се налазе у природном језику. Један понављајући проблем тиче се речи "јесте" у српском језику, која има различита значења у зависности од контекста, као што су идентитет, постојање, предикација, укључивање у класу или локација.
Неформална логика, с друге стране, има конкретнију оријентацију у томе што покушава да процени да ли је одређена инстанца аргумента добра или лоша. Ово са собом доноси потребу да се проучи не само општи облик датог аргумента, већ и садржаји који се користе као премисе тог аргумента и контекст у којем се тај аргумент користи. То значи да исти аргумент може бити и добар, када се користи у једном контексту, и лош, када се користи у другом контексту. На пример, аргумент страшила покушава да побије позицију противника приписујући му слабу позицију, а затим доказујући да је та позиција нетачна. У контексту где противник не заступа ту позицију, аргумент је лош, док може бити добар аргумент против противника који заиста брани позицију страшила. Аргументи које проучава неформална логика обично су изражени у природном језику.
Неформална логика се не суочава са потребом превођења аргумената из природног језика у формални језик како би их могла проценити. На тај начин избегава различите проблеме повезане са овим преводом. Али то не решава многе проблеме које употреба природног језика доноси са собом, као што су двосмислености, нејасни изрази или имплицитно претпостављање премиса уместо њиховог експлицитног навођења. Многе заблуде о којима се расправља у неформалној логици произилазе директно из ових карактеристика. То се односи, на пример, на заблуде двосмислености и претпоставке.

### Класична и некласична
У домену формалне логике, важна разлика је између класичне и некласичне логике. Термин класична логика се првенствено односи на исказну логику и логику првог реда. То је доминантни логички систем који прихвата и користи већина теоретичара. Али филозофија логике се такође бави некласичним или алтернативним логикама. Оне се понекад деле на проширене логике и девијантне логике. Проширене логике су проширења класичне логике, тј. прихватају основни формализам и аксиоме класичне логике, али их проширују новим логичким речником, као што је увођење симбола за "могућност" и "нужност" у модалној логици или симбола за "понекад" и "увек" у темпоралној логици. Девијантне логике, с друге стране, одбацују одређене основне претпоставке класичне логике. Оне користе аксиоме различите од класичне логике, које су често рестриктивније у погледу тога која су закључивања валидна. Оне су "девијантне" у смислу да су некомпатибилне са класичном логиком и могу се посматрати као њени ривали.

#### Класична
Термин класична логика се првенствено односи на исказну логику и логику првог реда. Филозофи је обично третирају као парадигматски облик логике и користе је у различитим областима. Она се бави малим бројем централних логичких појмова и специфицира улогу коју ови појмови играју у доношењу валидних закључака. Ови основни појмови укључују квантификаторе, који изражавају идеје попут "сви" и "неки", и исказне везнике, попут "и", "или" и "ако-онда". Међу нелогичким појмовима, важна разлика је између јединствених термина и предиката. Јединствени термини означавају објекте, а предикати означавају својства или односе између тих објеката. У том погледу, логика првог реда се разликује од традиционалне аристотеловске логике, којој су недостајали предикати који одговарају односима. Логика првог реда дозвољава квантификацију само над индивидуама, за разлику од логике вишег реда, која дозвољава квантификацију и над предикатима.

#### Проширена
Проширене логике прихватају аксиоме и основни речник класичне логике. Ово се огледа у чињеници да су теореме класичне логике у њима валидне. Али оне превазилазе класичну логику укључивањем додатних нових симбола и теорема. Циљ ових промена је обично или да се логички третман примени на нове области или да се уведе виши ниво апстракције, на пример, у облику квантификације која се примењује не само на јединствене термине већ и на предикате или пропозиције, или кроз предикате истине. У том смислу, девијантне логике се обично посматрају као ривали класичној логици, док су проширене логике допуне класичној логици. Важни примери проширених логика укључују модалну логику и логику вишег реда.
Термин "модална логика", када се схвати у најширем смислу, односи се на различите проширене логике, као што су алетичка, деонтичка логика, или темпорална логика. У свом ужем смислу, идентична је са алетичком модалном логиком. Док се класична логика бави само оним што је истинито или неистинито, алетичка модална логика укључује нове симболе за изражавање онога што је могуће или нужно истинито или неистинито. Ови симболи имају облик реченичних оператора. Обично се симболи "{\displaystyle \Diamond }" и "{\displaystyle \Box }" користе за изражавање да је реченица која их следи могуће или нужно истинита. Модалне логике такође укључују различита нова правила закључивања која специфицирају како се ови нови симболи појављују у валидним аргументима. Један пример је формула {\displaystyle \Box P\rightarrow \Diamond P}, тј. да ако је нешто нужно истинито, онда је и могуће истинито. Други облици модалне логике поред алетичке модалне логике примењују исте принципе на различите области. У деонтичкој модалној логици, симболи "{\displaystyle \Diamond }" и "{\displaystyle \Box }" се користе за изражавање које су акције дозвољене или обавезне; у темпоралној логици, они изражавају шта је случај у неком времену или у сваком времену; у епистемичкој логици, они изражавају шта је компатибилно са веровањима особе или шта та особа зна.
Предложена су различита правила закључивања као основни аксиоми различитих модалних логика, али не постоји општа сагласност о томе која су права. Утицајна интерпретација модалних оператора, коју је дао Сол Крипке, разуме их као квантификаторе над могућим световима. Могући свет је потпун и конзистентан начин на који су ствари могле бити. Према овом гледишту, рећи да је нешто нужно истинито значи рећи да је истинито у свим доступним могућим световима. Један проблем за ову врсту карактеризације је што се чини да су кружне, јер су сами могући светови дефинисани у модалним терминима, тј. као начини на које ствари су могле бити.
Чак и када се ограничимо на алетичку модалну логику, постоје различите врсте могућности и нужности које се могу подразумевати под овим терминима. На пример, према физичком модалитету, нужно је да објекат падне ако се испусти, јер то диктирају закони природе. Али према логичком модалитету, то није нужно, јер су закони природе могли бити другачији без изазивања логичке контрадикције.
Логике вишег реда проширују класичну предикатску логику првог реда укључивањем нових облика квантификације. У логици првог реда, квантификација је ограничена на индивидуе, као у формули {\displaystyle \exists x({\text{Јабука}}(x)\land {\text{Слатка}}(x))} (постоје неке јабуке које су слатке). Логике вишег реда дозвољавају квантификацију не само над индивидуама, већ и над предикатима, као у {\displaystyle \exists P(P({\text{марија}})\land P({\text{јован}}))}(постоје неке особине које Марија и Јован деле). Повећана изражајна моћ логика вишег реда је посебно релевантна за математику. На пример, потребан је бесконачан број аксиома за Пеанову аритметику и Цермело-Френкелову теорију скупова у логици првог реда, док је логици другог реда потребно само неколико аксиома да би урадила исти посао. Али ова повећана изражајна моћ долази са одређеним трошковима. С једне стране, теорије вишег реда су непотпуне: није могуће доказати сваку истиниту реченицу на основу аксиома ове теорије. За теорије у логици првог реда, с друге стране, то је могуће. Други недостатак је што се чини да су логике вишег реда посвећене облику платонизма, јер квантификују не само над индивидуама, већ и над својствима и односима.

#### Девијантна
Девијантне логике су облици логике у том смислу што имају исти циљ као класична логика: да дају приказ тога која су закључивања валидна. Разликују се од класичне логике по томе што дају другачији приказ. Интуиционистичка логика, на пример, одбацује закон искључења трећег, који је валидан облик закључивања у класичној логици. Ово одбацивање се заснива на идеји да математичка истина зависи од верификације кроз доказ. Закон не важи за случајеве где такав доказ није могућ, а који постоје у сваком довољно јаком формалном систему, према Геделовим теоремама о непотпуности. Слободна логика се разликује од класичне логике јер има мање егзистенцијалних претпоставки: дозвољава неденотирајуће изразе, тј. индивидуалне термине који се не односе на објекте унутар домена. Централна мотивација за ову врсту модификације је та што се слободна логика може користити за анализу дискурса са празним јединственим терминима, као у изразу "Деда Мраз не постоји". Вишезначна логика је логика која дозвољава додатне истинитосне вредности поред истинито и неистинито у класичној логици. У том смислу, она одбацује принцип бивалентности истине. У једноставном облику трозначне логике, на пример, уводи се трећа истинитосна вредност: недефинисано.

## Основни појмови

### Истина
У логици, истина се обично посматра као својство пропозиција или реченица. Она игра централну улогу у логици, јер се валидност често дефинише у смислу истине: закључивање је валидно ако и само ако је немогуће да његове премисе буду истините, а закључак неистинит. Теорије истине покушавају да окарактеришу природу истине. Према теоријама кореспонденције, пропозиција је истинита ако одговара стварности, тј. ако представља ствари онакве какве заиста јесу. Теорије кохерентности, с друге стране, поистовећују истину са кохерентношћу. Према овом гледишту, пропозиција је истинита ако је кохерентан део одређеног скупа пропозиција, тј. ако су ове пропозиције међусобно конзистентне и пружају узајамну инференцијалну подршку једна другој. Према прагматичким теоријама истине, да ли је пропозиција истинита зависи од њеног односа према пракси. Неке верзије тврде да је пропозиција истинита ако је веровање у њу корисно, ако је идеалан резултат бескрајног истраживања, или ако испуњава стандарде оправдане тврдње. Дефлационарне теорије истине виде истину као прилично празан појам коме недостаје сопствена занимљива природа. Према овом гледишту, тврдити да је пропозиција истинита је исто што и тврдити саму пропозицију. Друге важне теме у филозофији логике које се тичу истине су вредност истине, парадокс лажљивца и принцип бивалентности истине.

#### Логичка истина
Централан за логику је појам логичке истине. Логичка истина се често разуме у смислу аналитичко-синтетичке дистинкције: пропозиција је аналитички истинита ако њена истинитост зависи само од значења термина који је сачињавају. Синтетичке пропозиције, с друге стране, карактерише чињеница да њихова истинитост зависи од нелогичких или емпиријских фактора. Ово се понекад изражава тврдњом да су аналитичке истине таутологије, чије би порицање подразумевало контрадикцију, док је могуће да синтетичке пропозиције буду истините или неистините. У том смислу, пропозиција "сви нежење су неожењени" је аналитички истинита јер је бити неожењен део дефиниције термина "нежења". Пропозиција "неки нежење су срећни", с друге стране, је синтетички истинита јер зависи од емпиријских фактора који нису укључени у значење њених термина. Али да ли је ова дистинкција одржива је доведено у питање. На пример, Вилард Ван Орман Квајн је тврдио да не постоје чисто аналитичке истине, тј. да су све пропозиције у извесној мери емпиријске. Међутим, други су експлицитно бранили аналитичко-синтетичку дистинкцију од Квајнове критике.
Међутим, да ли се логичке истине могу поистоветити са аналитичким истинама није увек прихваћено. Другачији приступ карактерише логичке истине у односу на мали подскуп значења свих термина:  логичке константе или синкатегореме. Оне укључују исказне везнике, попут "и" или "ако-онда", квантификаторе, попут "за неке" или "за све", и идентитет. Исказна логика се бави само истином на основу исказних везника, док предикатска логика истражује и истине засноване на употреби квантификатора и идентитета. Проширене логике уводе још више логичких константи, као што су могућност и нужност у модалној логици. Реченица је истинита на основу самих логичких константи ако се сви нелогички термини могу слободно заменити другим терминима одговарајућег типа без утицаја на промену истинитосне вредности реченице. На пример, реченица "ако пада киша, онда пада киша" је истинита због свог логичког облика, јер све такве замене, као што је замена израза "Сократ је мудар" за израз "пада киша", такође резултирају истинитим реченицама. Један проблем са овом карактеризацијом логике је што није увек јасно како повући разлику између логичких константи и других симбола. Иако постоји мало контроверзи у парадигматским случајевима, постоје различити гранични случајеви у којима се чини да не постоје добри критеријуми за одлучивање о том питању.

### Премисе и закључци
Постоје разне расправе о природи премиса и закључака. Широко је прихваћено да они морају бити носиоци истине, тј. да су или истинити или неистинити. Ово је неопходно како би могли да испуне своју логичку улогу. Традиционално се схватају као мисли или пропозиције, тј. као ментални или апстрактни објекти. Овај приступ су одбацили разни филозофи јер се показало тешким прецизирати јасне критеријуме идентитета за ове врсте ентитета. Алтернативни приступ сматра да само реченице могу деловати као премисе и закључци. Пропозиције су блиско повезане са реченицама јер су оне значење реченица: реченице изражавају пропозиције. Али овај приступ се суочава са разним сопственим проблемима. Један је због чињенице да значење реченица обично зависи од контекста. Због тога би могло бити да је исто закључивање валидно у једном контексту, а невалидно у другом. Други проблем се састоји у чињеници да су неке реченице двосмислене, тј. да понекад зависи од интерпретације да ли је закључивање валидно или не.
Важан аспект како пропозиција тако и реченица је да могу бити или једноставне или сложене. Сложене пропозиције су састављене од једноставних пропозиција које су међусобно повезане преко исказних везника. Једноставне пропозиције немају друге пропозиције као своје делове. Ипак, обично се схвата да су и оне састављене од других ентитета: од субпропозиционих делова као што су јединствени термини и предикати. На пример, једноставна пропозиција "Марс је црвен" састоји се од јединственог термина "Марс", на који се примењује предикат "црвен". Насупрот томе, пропозиција "Марс је црвен и Венера је бела" састоји се од две пропозиције повезане исказним везником "и". У најједноставнијем случају, ови везници су истинитосно-функционални везници: истинитосна вредност сложене пропозиције је функција истинитосних вредности њених конституената. Дакле, пропозиција "Марс је црвен и Венера је бела" је истинита јер су две пропозиције које је чине истините. Истинитосна вредност једноставних пропозиција, с друге стране, зависи од њихових субпропозиционих делова. Ово се обично разуме у смислу референце: њихова истина је одређена начином на који су њихови субпропозициони делови повезани са светом, тј. са ванјезичким објектима на које се односе. Овај однос проучавају теорије референце, које покушавају да прецизирају како се јединствени термини односе на објекте и како се предикати примењују на те објекте. У случају јединствених термина, популарни предлози укључују да се јединствени термин односи на свој објекат или путем одређеног описа или на основу узрочних веза са њим. У првом смислу, име "Аристотел" се може разумети као одређени опис "Платонов ученик који је подучавао Александра". Што се тиче предиката, они се често виде као да се односе или на универзалије, на концепте, или на класе објеката.

### Закључивање и аргумент
Закључивање је процес расуђивања од премиса ка закључку. Однос између премиса и закључка назива се "повлачење" или "логичка последица". Аргумент се састоји од премиса, закључка и односа између њих. Али термини "закључивање", "аргумент", "повлачење" и "логичка последица" се често користе наизменично. Сложен аргумент је аргумент који укључује неколико корака, у којима закључци ранијих корака фигурирају као премисе следећих корака. Закључивања и аргументи могу бити исправни или неисправни. То зависи од тога да ли премисе заиста подржавају закључак или не, тј. да ли закључак следи из премиса. На пример, из "Кели није и код куће и на послу" и "Кели је код куће" следи да "Кели није на послу". Али из тога не следи да је "Кели љубитељ фудбала".
Важна разлика међу закључивањима је између дедуктивних и амплијативних закључивања, која се такође називају монотоним и немонотоним закључивањима. Према Алфреду Тарском, дедуктивно закључивање има три централне карактеристике: (1) формално је, тј. зависи само од форме премиса и закључка; (2) априорно је, тј. није потребно никакво чулно искуство да би се утврдило да ли важи; (3) модално је, тј. важи по нужности за дате пропозиције, независно од било којих других околности. Дедуктивна закључивања нужно чувају истину: закључак не може бити неистинит ако су све премисе истините. Из тог разлога, она не могу да уведу нове информације које већ нису пронађене у премисама и у том смислу су неинформативна. Један проблем са карактеризацијом дедуктивних закључивања као неинформативних је што се чини да то сугерише да су бескорисна, тј. не успева да објасни зашто би их неко користио или проучавао. Ова потешкоћа се може решити разликовањем између дубинских и површинских информација. Према овом гледишту, дедуктивна логика је неинформативна на нивоу дубинских информација, али ипак може довести до изненађујућих резултата на нивоу површинских информација представљањем одређених аспеката на нов начин.
Амплијативна закључивања, с друге стране, су информативна јер имају за циљ да пруже нове информације. Ово се дешава по цену губитка природе која нужно чува истину. Најистакнутији облик амплијативног закључивања је индукција. Индуктивно закључивање укључује појединачне пропозиције као премисе, које се користе за извођење или још једне појединачне пропозиције или генерализације као закључка. Дедуктивна закључивања су парадигматски облик закључивања и главни су фокус логике. Али многа закључивања која се изводе у емпиријским наукама и у свакодневном говору су амплијативна закључивања.

### Валидност и заблуде
Централни проблем у логици је како разликовати исправне или валидне аргументе од неисправних или невалидних. Филозофија логике истражује питања попут тога шта значи да је аргумент валидан. Ово укључује питање како треба разумети ову врсту подршке или који су критеријуми под којима премиса подржава закључак. Неки логичари дефинишу валидно закључивање или повлачење у смислу логичке нужности: премисе повлаче закључак ако је немогуће да премисе буду истините, а закључак неистинит. Ово се такође може изразити рекавши да је конјункција премиса и негација закључка логички немогућа. Ова концепција са собом доноси принцип експлозије, тј. да било шта следи из контрадикције. Али валидна закључивања се такође могу окарактерисати у смислу правила закључивања. Правила закључивања управљају преласком са премиса на закључак. Према овом гледишту, закључивање је валидно ако је у складу са одговарајућим правилом закључивања.
Блиско повезан са појмом валидног закључивања је и појам потврде. Валидна закључивања припадају формалној логици и повезана су са дедуктивно валидним аргументима. Али многи аргументи који се налазе у наукама и у свакодневном говору подржавају свој закључак без осигуравања његове истине. Они спадају у домен неформалне логике и такође се могу поделити на добре и лоше аргументе. У том смислу, на пример, запажања могу деловати као емпиријски доказ који подржава научну хипотезу. Ово се често схвата у смислу вероватноће, тј. да доказ повећава вероватноћу да је хипотеза истинита.
Од посебног интереса су  заблуде, тј. неисправни аргументи који изгледају као исправни. Они су неисправни јер премисе не подржавају закључак на претпостављени начин. Због свог обмањујућег изгледа, могу завести људе да их прихвате и користе. Често се идентификују три фактора као извори грешке: форма, садржај и контекст. Форма аргумента се односи на његову структуру, тј. које правило закључивања користи. Грешке на нивоу форме укључују употребу невалидних правила закључивања. Аргумент који је неисправан на нивоу садржаја користи неистините пропозиције као своје премисе. Контекст аргумента се односи на ситуацију у којој се користи и улогу коју треба да игра. Аргумент може бити заблуда ако не успе да одигра улогу која му је намењена, као у аргумент страшила, када аргументатор напада преслабу позицију коју противник не заступа.
Важна разлика међу заблудама може се повући на основу ових извора грешке: разлика између формалних и неформалних заблуда. Формалне заблуде се односе на формалну логику и укључују само грешке форме употребом невалидног правила закључивања. Негирање антецеденса је једна врста формалне заблуде, на пример, "Ако је Отело нежења, онда је мушкарац. Отело није нежења. Дакле, Отело није мушкарац". Неформалне заблуде припадају неформалној логици и њихов главни извор грешке се налази на нивоу садржаја и контекста. Лажна дилема, на пример, заснована је на неистинитој дисјунктивној премиси која превише поједностављује стварност искључивањем одрживих алтернатива, као у "Стејси се изјаснила против капитализма; дакле, она мора бити комунисткиња".
Пошто логика процењује аргументе као добре или лоше, логика се суочава са проблемом природе и оправдања норми које воде ове процене. Ово је слично питањима која се налазе у метаетици о томе како оправдати моралне норме. Један приступ овом питању је карактеризација норми логике као генерализација инференцијалних пракси које се налазе у природном језику или наукама. На овај начин, оправдање се наслеђује из процена добрих и лоших закључивања која се користе у одговарајућој области.

### Дефиниторна и стратешка правила
Важна разлика међу правилима логике је она између дефиниторних и стратешких правила. Правила закључивања су дефиниторна правила: она одређују која су закључивања валидна. И док је главни циљ логике био да разликује валидна од невалидних закључивања, постоји и секундарни циљ који се често повезује са логиком: да се одреди који су инференцијални кораци потребни да би се доказала или оповргла дата пропозиција на основу скупа премиса. Ово је домен стратешких правила. Правила закључивања специфицирају који су кораци дозвољени, али не говоре о томе које кораке треба предузети да би се дошло до одређеног закључка. Разлика између дефиниторних и стратешких правила се не налази само у логици, већ и у разним играма. У шаху, на пример, дефиниторна правила специфицирају да се ловци могу кретати само дијагонално, док стратешка правила описују како се дозвољени потези могу користити за победу у игри, нпр. контролисањем центра или заштитом сопственог краља. Поштовање дефиниторних правила одређује да ли неко игра шах или нешто друго, док поштовање стратешких правила одређује да ли је неко добар или лош шахиста. И дефиниторна и стратешка правила треба разликовати од емпиријских дескриптивних правила, која генерализују како људи заиста изводе закључке, било исправне или неисправне. У том смислу, дефиниторна правила су пермисивна, а стратешка правила су прескриптивна, док су емпиријске генерализације дескриптивне. Кршење дефиниторних правила логике резултира чињењем заблуда. Тврдило се да скоро искључиви фокус логичара на дефиниторна правила логике није оправдан. Према овом гледишту, више пажње треба посветити стратешким правилима, јер многе примене логике, као што је проблем рационалне промене уверења, више зависе од стратешких него од дефиниторних правила.

## Метафизика логике
Филозофија логике је на много начина блиско повезана са филозофијом математике, посебно у вези са њиховим метафизичким аспектима. Метафизика логике се бави метафизичким статусом њених објеката и закона који њима управљају. Теорије унутар метафизике логике могу се грубо поделити на реалистичке и нереалистичке позиције.
Логички реалисти сматрају да су закони логике објективни, тј. независни од људи и њихових начина размишљања. Према овом гледишту, структуре које се налазе у логици су структуре самог света. Према дефиницији коју је предложила Сандра Лапоант, логички реализам се састоји од две тезе: да постоје логичке чињенице и да су оне независне од нашег когнитивног и лингвистичког устројства и пракси. Логички реализам се често тумачи из перспективе платонизма, тј. да постоји интелигибилно царство апстрактних објеката које укључује објекте логике. Према овом гледишту, логика није измишљена већ откривена. Важна последица овог става је да постоји јасан јаз између самих чињеница логике и наших веровања о тим чињеницама. Једна потешкоћа овог става састоји се у разјашњавању који се смисао независности подразумева када се каже да је логика независна од људи. Ако се схвати у најстрожем могућем смислу, никакво знање о њој не би било могуће, јер потпуно независна стварност не би могла играти никакву улогу у људској свести. Други проблем је објаснити однос између једног света и много различитих предложених логичких система. Ово би сугерисало да постоји само једна истинита логика и да су сви други логички системи или нетачни или непотпуни.
Логички реализам одбацују анти-реалисти, који сматрају да логика не описује објективну карактеристику стварности. Анти-реализам о логици често поприма облик концептуализма или психологизма, у којем се објекти логике састоје од менталних концепција или се логички закони поистовећују са психолошким законима. Ово може укључивати тезу да закони логике нису спознатљиви а приори, као што се често сматра, већ да се откривају методама експерименталног истраживања. Аргумент за психологизам заснива се на идеји да је логика поддисциплина психологије: она не проучава све законе мишљења, већ само подскуп закона који одговарају валидном расуђивању. Други аргумент се фокусира на тезу да о логичким истинама учимо кроз осећај самоочигледности, који пак проучава психологија. Постављене су разне примедбе психологизму, посебно у немачкој филозофији око прелаза у 20. век у "Psychologismus-Streit". Једна примедба се фокусира на тезу да су закони логике познати а приори, што није тачно за емпиријске законе које проучава психологија. Друга указује да су психолошки закони обично нејасни, док је логика егзактна наука са јасним законима.
Конвенционализам је други облик анти-реализма, у којем логичке истине зависе од значења употребљених термина, која пак зависе од лингвистичких конвенција које је усвојила група агената. Један проблем за овај став састоји се у пружању јасне дефиниције термина "конвенција". Конвенције су широко поштоване правилности. Али није свака широко поштована правилност конвенција: конвенције укључују одређени нормативни фактор који разликује исправно од погрешног понашања, док неправилно понашање није аутоматски погрешно. Други проблем се тиче чињенице да су конвенције контингентне, док су логичке истине нужне. Ово баца сумњу на могућност дефинисања логичке истине у терминима конвенције, осим ако се не би могло дати уверљиво објашњење како контингентне конвенције могу утемељити нужне истине.

## Однос према другим дисциплинама

### Онтологија
Централно питање у онтологији је проблем постојања, тј. да ли неки ентитет или одређена врста ентитета постоји. Према неким теоретичарима, главни циљ онтологије је само да утврди шта постоји, а шта не постоји. Питање постојања је блиско повезано са јединственим терминима, попут имена, и егзистенцијалним квантификаторима ({\displaystyle \exists x}): често се сматра да ови уређаји носе са собом егзистенцијалне претпоставке или онтолошке обавезе. Према овом гледишту, реченице попут "{\displaystyle \exists x({\text{Јабука}}(x))}" и "{\displaystyle {\text{Коњ}}({\text{пегаз}})}" укључују онтолошке обавезе према постојању јабука и Пегаза, респективно. Најпознатији бранилац овог приступа је Вилард Ван Орман Квајн, који тврди да се онтолошке обавезе било које теорије могу утврдити превођењем у логику првог реда и читањем из егзистенцијалних квантификатора који се користе у том преводу.
Један проблем са овим приступом је што може довести до различитих контроверзних онтолошких обавеза. Математика, на пример, квантификује над бројевима у реченицама као што је "постоје прости бројеви између 1000 и 1010". То би значило да је онтолошка обавеза према постојању бројева, тј. реализам о бројевима, већ уграђена у математику. Други проблем је због чињенице да природни језик садржи многа имена за имагинарне ентитете, као што су Пегаз или Деда Мраз. Али ако имена долазе са егзистенцијалним обавезама, онда би реченице попут "Деда Мраз не постоји" биле контрадикторне. Унутар онтологије, овим проблемима се понекад приступа кроз платонизам или психологизам, тврдећи да проблематични ентитети постоје, али само у облику апстрактних или менталних објеката, док им недостаје конкретно или материјално постојање. Унутар логике, ови проблеми се могу избећи коришћењем одређених облика некласичне логике. Слободна логика, на пример, дозвољава празне јединствене термине, који не означавају ниједан објекат у домену и стога не носе никакве онтолошке обавезе. Ово се често комбинује са предикатом постојања, који се може користити да се специфицира да ли јединствени термин означава објекат у домену. Али говор о постојању као предикату је контроверзан. Противници овог приступа често истичу да је постојање потребно да би објекат уопште имао било какве предикате и стога не може бити један од њих.
Питање постојања доноси са собом сопствене проблеме у случају логика вишег реда. Логика другог реда, на пример, укључује егзистенцијалну квантификацију не само за јединствене термине, већ и за предикате. Ово се често схвата као повлачење онтолошких обавеза не само према регуларним објектима, већ и према својствима и односима које ови објекти инстанцирају. Овај став је познат као реализам и често се одбацује у савременој филозофији због натуралистичких разматрања. Он је у супротности са номинализмом, гледиштем да постоје само индивидуе.

### Математика
Математика и логика су повезане на различите начине. Обе се сматрају формалним наукама и у многим случајевима, развој у ове две области се одвијао паралелно. Исказна логика, на пример, је инстанца Булове алгебре. Често се тврди да се математика, у принципу, може утемељити само на логици првог реда заједно са теоријом скупова. Metamath је један пример таквог пројекта. Заснован је на 20 аксиома исказне логике, предикатске логике првог реда и Цермело-Френкелове теорије скупова и већ је доказао значајан број математичких теорема на основу ових аксиома. Блиско повезан са овим пројектом је логицизам: теза коју су бранили Готфрид Вилхелм Лајбниц и Готлоб Фреге да се аритметика може свести на саму логику. То би значило да се свака изјава у аритметици, попут "2 + 2 = 4", може изразити чисто логичким терминима, тј. без употребе бројева или аритметичких оператора попут сабирања. У овом случају, све теореме аритметике би биле изводљиве из аксиома логике. Да ли је ова теза тачна зависи од тога како се разуме термин "логика". Ако се "логика" односи само на аксиоме предикатске логике првог реда, она је нетачна. Али ако се у њу укључи теорија скупова или логика вишег реда, онда се аритметика може свести на логику.

### Рачунарство
Важан однос између логике и рачунарства произилази из паралела између исказних везника исказне логике и логичких кола у рачунарству: оба следе законе Булове алгебре. Пропозиције су или нетачне или истините, док се улази и излази логичких кола називају 0 и 1. Оба користе таблице истинитости да би илустровали функционисање исказних везника и логичких кола. Још један важан однос са логиком састоји се у развоју логичког софтвера који може помоћи логичарима у формулисању доказа или чак аутоматизовати процес. Prover9 је пример аутоматског доказивача теорема за логику првог реда.

### Психологија
Веома блиска веза између психологије и логике може се повући ако се логика посматра као наука о законима мишљења. Једна важна разлика између психологије и логике у светлу ове карактеризације јесте то што је психологија емпиријска наука која има за циљ да проучава како људи заправо размишљају. Логика, с друге стране, има за циљ откривање закона исправног расуђивања, независно од тога да ли стварно људско размишљање често не досеже овај идеал. Психолог Жан Пијаже применио је логику на психологију користећи је за идентификацију различитих фаза људског психолошког развоја. По његовом мишљењу, способност логичког расуђивања јавља се тек у одређеној фази развоја детета и може се користити као критеријум за разликовање од ранијих фаза.

### Важни теоретичари
- Агата Чабатони
- Алфред Тарски
- Алонзо Черч
- Алвин Плантинга
- Аристотел
- Артур Прајор
- Огастус Де Морган
- Бертранд Расел
- Чарлс Сандерс Перс
- Дејвид Луис
- Доналд Дејвидсон
- Георг Хегел
- Џорџ Бул
- Џорџ Булос
- Гордон Кларк
- Готфрид Лајбниц
- Готлоб Фреге
- Хилари Патнам
- Имануел Кант
- Жан Буридан
- Џон Стјуарт Мил
- Курт Гедел
- Лудвиг Витгенштајн
- Мајкл Дамет
- Норико Х. Араи
- Петар Шпански
- Рудолф Карнап
- Сол Крипке
- Валерија де Паива
- Вилард Ван Орман Квајн
- Вилијам Окамски

### Филозофске теорије логике
- Концептуализам
- Конструктивизам
- Дијалетеизам
- Формализам
- Интуиционизам
- Реализам
- Платонски реализам

### Остало
- "Да ли је логика емпиријска?"
- Проширивање и Интензија
- Превод логике
- Логички везник
- Логичка константа
- Логичка хармонија
- Квантификатор
- Семантичка теорија истине § Тарскијева теорија
- Смисао и референца
- Теорија супозиције
- Основи аритметике § Развој Фрегеовог погледа на број
- Теорија референце

## Даље читање
- Fisher Jennifer. On the Philosophy of Logic. ISBN 978-0-495-00888-0.. Thomson Wadworth, 2008,
- Goble, Lou, ed., . The Blackwell Guide to Philosophical Logic. 2001. ISBN 0-631-20693-0. Oxford: Blackwell. .
- Grayling, A. C., . An Introduction to Philosophical Logic. (3rd изд.). 1997. ISBN 0-631-19982-9.  Oxford: Blackwell. .
- Haack, Susan (1978). Philosophy of Logics. ISBN 0-521-29329-4.. Cambridge University Press. 
- Jacquette, Dale, ed., . A Companion to Philosophical Logic. 2002. ISBN 1-4051-4575-7. Oxford Blackwell. .
- Kneale, W&M (1962). The development of logic. Oxford. ISBN 9780198247739.
- McGinn, Colin, (2000), Logical Properties: Identity, Existence, Predication, Necessity, Truth, Oxford: Oxford University Press, ISBN 0-19-926263-2
- Quine, W. V. O.  . (2004). Philosophy of Logic (2nd изд.). ISBN 0-674-66563-5.. Harvard University Press. 
- Sainsbury, Mark, . Logical Forms: An Introduction to Philosophical Logic. (2nd изд.). 2001. ISBN 0-631-21679-0.  Oxford: Blackwell. .
- Strawson, PF (1967). Philosophical Logic. OUP.
- Alfred Tarski. 1983. The concept of truth in formalized languages, pp. 152–278, in Logic,semantics, metamathematics, papers from 1923 to 1938, ed. John Corcoran (logician), Hackett,Indianapolis 1983.
- Wolfram, Sybil, (1989), Philosophical Logic: An Introduction., London: Routledge, ISBN 0-415-02318-1. 290 pages. ,
- Journal of Philosophical Logic, Springer SBM